# Skalnasdal
Skalnasdal (på tysk Skalnastal) var en klitdal med en gravhøj, omkringliggende stensætninger og en række gravfelter fra jernalderen og vikingetiden på Amrum, som siden 1960erne/1970erne er fuldstændig tilsandet. Dalen var beliggende lidt sydvest for Amrum Fuglekøje imellem de i mellemtiden tilsandede landsbyer Kulpum og Mærum på øens gestryg. Gravhøjen med de omkringliggende cirkelrunde, rektangulære og triangulære stensætninger blev opdaget i 1848. Stenkredse i Skalnasdalen udviste påfaldende overensstemmelser med dem på Lindholm Høje . 

## Eksterne links
- Billede fra 1954 Arkiveret 27. februar 2017 hos  Wayback Machine